# Золото злодіїв
«Золото злодіїв» (англ. Thieves' Gold) — американський вестерн режисера Джона Форда 1918 року.

## Сюжет
Гарі Шайєнн пробує допомогти своєму другові вислизнути з-під арешту, після того, як він п'яний застрелив іншого чоловіка.

## У ролях
- Гаррі Кері — Гарі Шайєнн
- Моллі Мелоун — Аліса Норріс
- Джон Кук — дядя Ларкін
- Марта Меттокс — місіс Ларкін
- Вестер Пегг — Курт Сіммонс
- Гаррі Тенбрук — «Полковник» Бетоскі
- Гелен Вер — місіс Севідж
- Л.М. Веллс — дикун
- Міллард К. Вілсон — незначна роль